# Єфремівське газоконденсатне родовище
Єфремівське газоконденсатне родовище — належить до Машівсько-Шебелинського газоносного району Східного нафтогазоносного регіону України.

## Опис
Розташоване в Харківській області на відстані 12 км від м. Первомайський.
Знаходиться в приосьовій зоні Дніпровсько-Донецької западини в межах Хрестищенсько-Єфремівського валу.
Структура виявлена в 1964 р. По покрівлі картамиської світи підняття являє собою брахіантикліналь субширотного простягання, східна і західна перикліналі якої ускладнені Єфремівським та Західно-Єфремівським соляними штоками, а присклепінчаста частина порушена скидами переважно субмеридіонального простягання. Розміри структури по ізогіпсі — 3300 м. 2×5,8 м, амплітуда 1500 м. Перший промисловий приплив газу отримано з відкладів микитівської світи пермі з інт. 2448—2520 м у 1965 р.
Поклад масивно-пластовий, екранований соляними штоками та хемогенними відкладами пермі.
Експлуатується з 1967 р. Газ — метановий (88,6-93,7 %) надходить до газопроводу Шебелинка — Київ. Запаси початкові видобувні категорій А+В+С1: газу — 109970 млн. м³; конденсату — 2595 тис. т.